# Massacre of the innocents
Massacre of the innocents (engelska "blodbadet på menlösa barn"), det vill säga betlehemitiska barnamordet, är i England även i överflyttad betydelse en skämtsam beteckning för "avlivande" av motioner, som inte hinns med till behandling under en parlamentssession och vilkas öde premiärministern kort före sessionens slut brukar tillkännage vid bestämmandet av de sista veckornas arbetsfördelning.